# René Daumal
René Daumal (Boulzicourt, 16 marzo 1908 – Parigi, 21 maggio 1944) è stato un poeta, scrittore e filosofo francese.

## Biografia

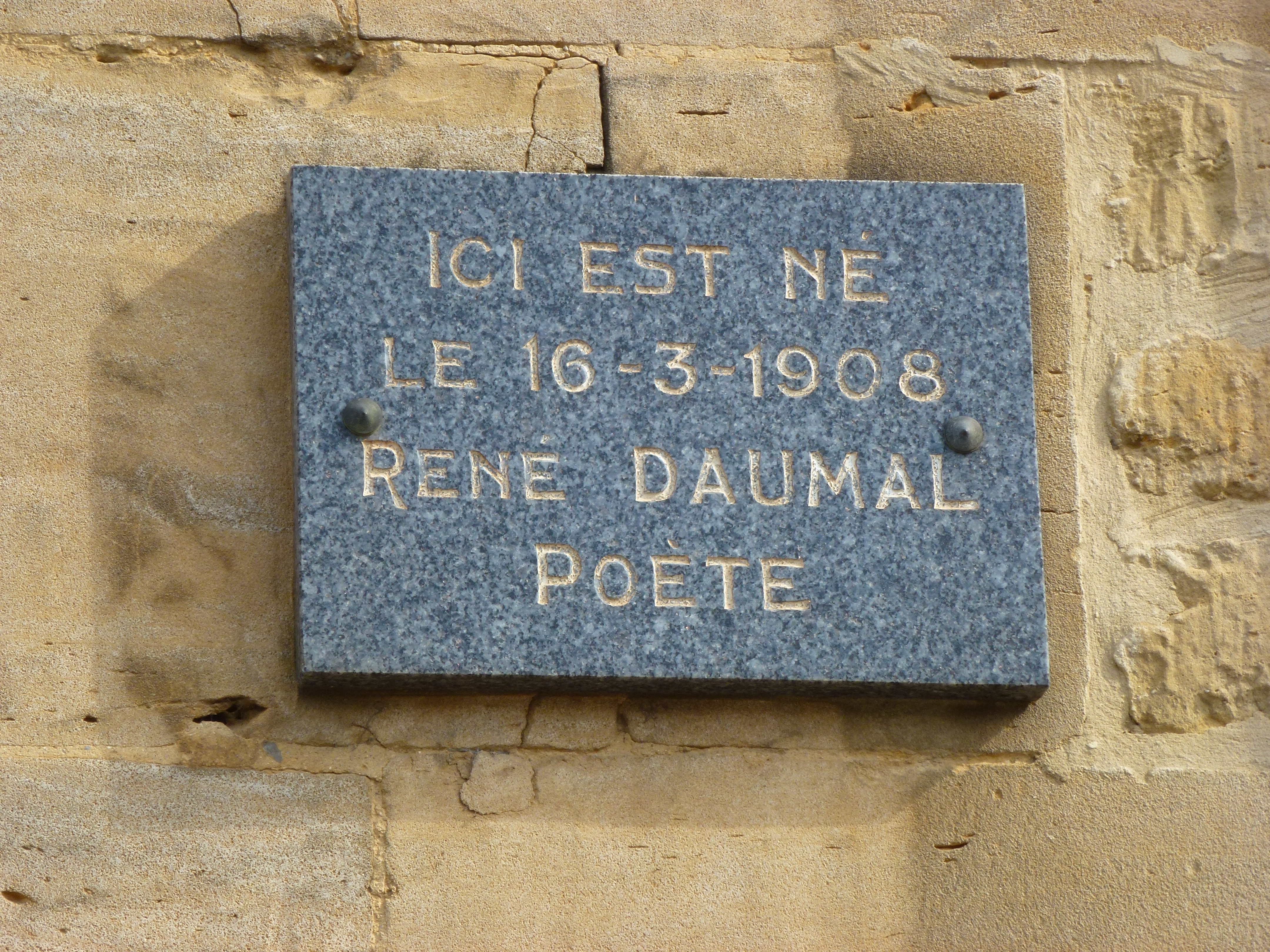
Targa sulla casa natale

Nasce nel 1908 nelle Ardenne. Nel 1925 si trasferisce a Parigi, dove studia filosofia, volgendosi poi alla ricerca perpetua dell'essenziale.
Nel 1928, insieme a Roger Gilbert-Lecomte, Joseph Sima (per le illustrazioni) e ad altri amici, fonda la rivista Le Grand Jeu, in attività dal 1928 al 1932, in polemica con i surrealisti.
È nel 1936 che pubblica una raccolta di poesie Le contre-ciel e nel 1938 "La Gran Bevuta" (La grande beuverie), racconto scritto durante un lungo viaggio negli Stati Uniti.
Durante questi anni studia il sanscrito e la filosofia indù. Di questi studi si ha evidente riscontro nella sua più grande opera Il Monte Analogo. La stesura, iniziata nel 1939 a Pelvoux, rimase inconclusa, poiché l'autore fu colpito da un'affezione polmonare che lo portò alla morte nel 1944. Il libro è una testimonianza straordinaria del percorso dello stesso Daumal e risente in ogni sua pagina dell'influenza dell'insegnamento di Georges Ivanovič Gurdjieff. L'autore, infatti, fu allievo di Alexandre Gustav Salzmann, che di Gurdjieff fu uno dei discepoli più stretti.
È stato anche traduttore di opere di Daisetsu Teitarō Suzuki e di Morte nel pomeriggio di Ernest Hemingway in lingua francese.
Era amico di Lanza del Vasto. Sposò Véra Milanova, già moglie del poeta Hendrik Kramer che, dopo la morte di Daumal, sposa l'architetto paesaggista Russell Page.

## Opere

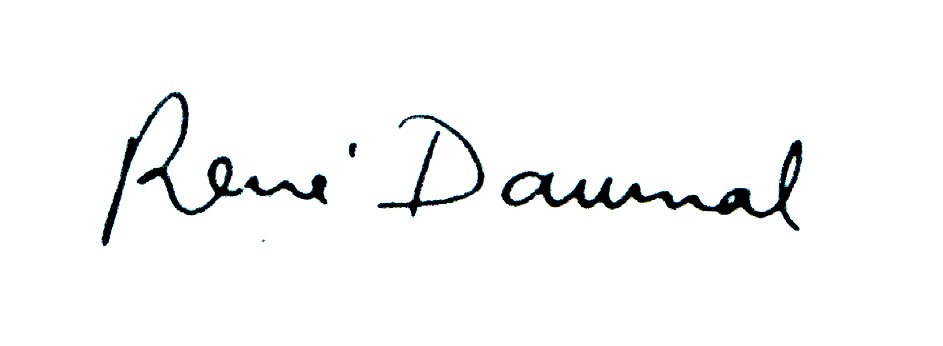
Firma di René Daumal

Le opere in italiano sono pubblicate dalla casa editrice Adelphi, a cura di Claudio Rugafiori, con traduzioni sue o di Bianca Candian o di Cosima Campagnolo.
- Le Grand Jeu. Scritti di Roger Gilbert-Lecomte e René Daumal, immagini di Joseph Sima, 1967
- I poteri della Parola, 1968 (antologia 1935-43)
- Il Monte Analogo. Romanzo d'avventure alpine non euclidee e simbolicamente autentiche, 1968 ISBN 9788845900532 ISBN 9788845908132
- La Gran Bevuta , 1970; 20052 ISBN 9788845906022 ISBN 9788845919503
- La conoscenza di sé. Scritti e lettere, 1939-1941, 1972, 19862 ISBN 9788845906428
- Il lavoro su di sé. Lettere a Geneviève e Louis Lief, 1998 ISBN 9788845913662
- Lanciato dal pensiero. Saggi e traduzioni dal sanscrito, a cura di Claudio Rugafiori e Lorenzo Simini, traduzioni di Svevo D’Onofrio, Alessandro Grossato e Claudio Rugafiori.  Adelphi (Biblioteca 694), 2019, pp. 300, ISBN 9788845933547

Altre edizioni:
- La pelle del fantasma e altre poesie, a cura di Pasquale Di Palmo, Pistoia: Via del Vento, 2007